# Samuel L. Jackson
Samuel Leroy Jackson (rođen 21. prosinca 1948.), američki glumac. Jackson je postao slavan početkom devedesetih nakon niza zapaženih izvedbi, nakon čega je postao velika filmska zvijezda i kulturna ikona, pojavljujući se u velikom broju uspješnih filmova.

## Životopis

### Rani život
Jackson je rođen u Washingtonu. Odrastao je u Chattanoogi, Tennessee sa svojom majkom, Elizabeth Jackson (djevojački Montgomery), koja je bila radnica u tvornici, a kasnije postala nabavljač opreme za umobolnicu. Njegov otac živio je odvojen od obitelji u Kansas Cityju, Missouri i kasnije umro od alkoholizma; Jackson je oca vidio samo dvaput. Pohađao je Riverside High, školu u kojoj je vladala rasna segregacija. Svirao je rog i trubu u školskom orekestru. Kasnije je upisao Morheouse College u Atlanti, Georgia. Diplomirao je 1972.

### Uključenost u Pokret za građanska prava
Nakon ubojstva Martina Luthera Kinga Jr. 1968., Jackson je prisustvovao pogrebu u Atlanti kao jedan od službenika. Nakon toga je odletio u Memphis kako bi se priključio protestnom maršu za izjednačavanje prava. U intervjuu za Parade je otkrio: "Bio sam ljut zbog ubojstva, ali nisam bio šokiran. Znao sam da će se nešto promijeniti - ne mirni prosvjedi, ne mirna koegzistencija." 1969. su Jackson i nekoliko starijih studenata držali nekoliko članova uprave Morehouse Collegea kao taoce na kampusu zahtijevajući reforme u nastavnom planu i upravi. Fakultet je na kraju pristao, ali Jackson je zbog svojih djela suspendiran na dvije godine (iako se kasnije vratio i zaradio diplomu, 1972.). Jackson je odlučio ostati u Atlanti, gdje je upoznao Stoklelyja Carmichaela, H. Rap Browna i druge aktiviste iz pokreta Crna snaga. Jackson je u istom intervjuu za Parade otkrio da se uključenjem u pokret počeo osjećati osnaženim, posebno kad je grupa počela kupovati oružje. Međutim, prije nego što je Jackson uopće mogao biti umiješan u bilo kakvu značajniju oružanu borbu, majka ga je poslala u Los Angeles nakon što joj je FBI rekao da će umrijeti za manje od godinu dana ako ostane u Crnoj moći.

## Glumačka karijera

### 1970-e i 1980-e
Jackson je prvo odlučio upisati Morehouse College kako bi studirao arhitekturu, ali nakon što je održao nekoliko javnih govora i pojavio u verziji The Threepenny Opere, prebacio se na dramu. Počeo je u raznim dramama kao što su Home i A Soldier's Story. Pojavio se i u nekoliko TV filmova, a njegov prvi dugometražni film bio je Together for Days (1972.). Nakon ovih prvih uloga, 1976. se odlučio preseliti iz Atlante u New York gdje je proveo sljedećih deset godina pojavljujući se u kazališnim komadima kao što su The Piano Lesson i Two Trains Running. Postao je ovisan o alkoholu i kokainu, zbog čega nije mogao nastupiti u dvije predstave na Broadwayu. Jacksonu je u njegovoj ranoj karijeri, uglavnom u malim ulogama u filmovima kao što su Coming to America i razni TV filmovi, kao mentor pomagao Morgan Freeman. Nakon nastupa u predstavi A Soldier's Play (1981.), Jackson se upoznao s redateljem početnikom Spikeom Leejem koji će mu kasnije dati male uloge u filmovima Školski dani (1988.) i Učini pravu stvar (1989.). Godine 1990. se pojavio u maloj ulozi u filmu Martina Scorsesea Dobri momci, kao stvarni mafijaški suradnik Stacks Edwards.

### 1990-e
Nakon dovršetka ovih filmova, Jackson se i dalje drogirao dok se nije predozirao kokainom, a obitelj ga je odvela u newyoršku kliniku za odvikavanje. Nakon što se uspješno oporavio, Jackson je glumio u Prašumskoj groznici, kao ovisnik o kokainu i brat relativno mlađeg novog glumca Wesleyja Snipesa. Jackson je tu ulogu nazvao katarzičnom jer se oporavljao od vlastite ovisnosti. Film je bio toliko hvaljen da je Filmski festival u Cannesu 1991. uveo specijalnu nagradu za "sporednog glumca" samo za njega. Nakon ove uloge, Jackson se angažirao na više filmova, uključujući Strictly Business, Juice, Patriotske igre, i dvije komedije: Besmrtno oružje i Amos i Andrew. Nakon rada na tim filmovima, Jackson je započeo suradnju s redateljem Stevenom Spielbergom u Jurskom parku. U Paklenom šundu Quentina Tarantina igrao je veću ulogu. To je vjerojatno Jacksonova najpoznatija uloga, ponajviše zbog njegovih monologa i dijaloga s Johnom Travoltom. Uloga mu je donijela nominaciju za Oscar za najboljeg sporednog glumca i nagradu BAFTA za najboljeg sporednog glumca.
Nakon niza neuspješnih filmova kao što su Poljubac smrti, Velika bijela nada i Isiahova sudbina, Jackson je počeo dobivati slabe recenzije od kritičara koji su ga malo prije toga hvalili zbog Paklenog šunda. To je završilo s dva uspješna filma, Vrijeme ubijanja, gdje je portretirao oca kojem sude zbog ubojstva dvojice muškaraca koji su silovali njegovu kćer, i Umri muški 3, trećem nastavku serijala Umri muški, s Bruceom Willisom.
Postavši komercijalna zvijezda, Jackson se 1997. pojavio u tri glavne uloge. U Ubojstvu 187 je glumio profesora posvećenog obrazovanju učenika u srednjoj školi u Los Angelesu koji krije strašnu tajnu. Za Eve's Bayou je osvojio nagradu Independent Spirit za najbolji prvi film (kao izvršni producent), zajedno sa scenaristom/redateljem Kasijem Lemmonsom. Opet se udružio s Quentinom Tarantinom i osvojio Srebrnog medvjeda na Berlinskom filmskom festivalu za najboljeg glumca za portret prodavača oružja u Jackie Brown. 1998. je radio s afirmiranim glumcima kao što su Sharon Stone i Dustin Hoffman u Sferi i Kevinom Spaceyjem u Pregovaraču, igrajući pregovarača za talačke krize koji sam uzima taoce nakon što biva krivo optužen za ubojstvo i pronevjeru. 1999. je nastupio u hororu Duboko modro more, i kao Jedi učitelj Mace Windu u filmu Zvjezdani ratovi, Epizoda 1: Fantomska prijetnja Georgea Lucasa. U intervjuu, Jackson je tvrdio da nije imao prilike pročitati scenarij za film i da nije čuo da glumi lik Macea Windua sve dok nije došao na mjerenje za kostim (govorilo se kako je spreman uzeti bilo koju ulogu, samo da bude dio sage o Ratovima zvijezda).

### 2000-e
13. lipnja 2000. je dobio svoju zvijezdu na Hollwoodskoj stazi slavnih. Svoju filmsku karijeru u novom desetljeću započeo je kao pukovnik na suđenju u filmu Ratna pravila, a nakon toga treći put nastupio s Bruceom Willisom u nadnaravnom trileru Neslomljivi. Osim toga, nastupio je i u remakeu filma iz 1971., Shaft. Jacksonov jedini film 2001. bio je Valentinovo špiljskog čovjeka, triler o ubojstvu u kojem je glumio glazbenika beskućnika. Film je režirao Kasi Lemmons, koji je prethodno radio s Jacksonom na Eve's Bayou. 2002. je glumio liječenog alkoholičara koji pokušava zadržati skrbništvo nad djecom nakon nesreće s likom Bena Afflecka u Kobnom prestrojavanju. Vratio se u Zvjezdanim ratovima, Epizoda 2: Klonovi napadaju, gdje je malu ulogu povećao u sporednu. Purpurni svjetlosni mač Mace Windua bio je rezultat Jacksonove sugestije; htio je biti siguran da će se njegov lik isticati u masovnoj sceni bitke. Jackson se nakon toga pojavio kao agent NSA zajedno s Vinom Dieselom u XXX, i kao diler droge koji nosi kilt u Prljavim poslovima. 2003. je ponovno portretirao vojnu ulogu, radeći s Johnom Travoltom u Ubojitim namjerama, te policijskog narednika zajedno s Colinom Farrellom u remakeu televizijske serije Specijalci. 2004. je glumio mentora Ashley Judd u trileru Zatamnjenje te posudio glas superjunaku Frozoneu u kompjuterski-animiranom filmu Izbavitelji. Jackson se ponovno pojavio u Tarantinovom filmu, ovaj put u cameo ulozi u Kill Bill 2.
2005. je započela sa sportskom dramom Trener Carter, u kojoj je glumio trenera (po uzoru na stvarnog trenera Kena Cartera) posvećenog učenju svojih igrača da je obrazovanje važnije nego košarka. Jackson je nastupio i u dva nastavka, XXX: Stanje pripravnosti, i zadnjem nastavku Ratova zvijezda, Zvjezdani ratovi, Epizoda 3: Osveta Sitha. Njegov posljednji film te godine bio je Faca, zajedno uz komičara Eugenea Levyja. 4. studenog 2005. mu je dodijeljena nagrada za životno djelo na Havajskom međunarodnom filmskom festivalu.
2006. je s Julianne Moore nastupio u velikom hitu Freedomland, gdje je utjelovio detektiva koji pokušava pomoći majci da nađe svoje oteto dijete, dok u isto vrijeme mora ugušiti rasne nerede. Jacksonov drugi film te godine, Zmije u avionu, koji je izazvao veliko zanimanje nekoliko mjeseci prije objave zbog popisa glumaca i naslova. Jacksonova odluka da nastupi u filmu bila je temeljena isključivo na naslovu. Kako bi skrenuo pozornost na film, iste godine se pojavio u cameo ulozi u glazbenom spotu Snakes on a Plane (Bring It) Cobre Starship. Krajem godine se pojavio u filmu Zemlja junaka, kao liječnik koji se vraća iz Rata u Iraku i pribjegava alkoholu kako bi se otarasio misli o ratu.
30. siječnja 2007. na DVD-u je objavljena parodija Boba Sageta Farce of the Penguins u kojoj je Jackson bio pripovjedač. Film je bio podvala za box office uspjeh filma March of the Penguins (u kojem je pripovjedač bio Morgan Freeman). Njegovi posljednji filmovi, objavljeni 2007., su Black Snake Moan i horor 1408, s Johnom Cusackom, adaptacija kratke priče Stephena Kinga.

### Komercijalni uspjeh
Filmovi u kojima je nastupio u glavnoj ili sporednoj ulozi zaradili su ukupno 2,28 do 3,95 milijardi dolara na sjevernoameričkom box-officeu, što ga postavlja na osmo (računajući samo glavne uloge) ili drugo mjesto najuspješnijih filmskih zvijezda (računajući sporedne uloge); ispred je samo glasovni glumac, Frank Welker. U kolovozu 2007. Jackson je izjavio kako je redatelj George Lucas htio da odigra malu ulogu u filmu Indiana Jones i Kraljevstvo kristalne lubanje kako bi zadržao svoj box office poziciju ispred Harrisona Forda.

## Privatni život
1980. se oženio s glumicom Latanyom Richardson, koju je upoznao dok je pohađao Morehouse College. Par, koji živi u Los Angelesu, ima kćer, Zoe, rođenu 1982.
Jackson je strastveni obožavatelj košarke te posebno uživa u nastupima Harlem Globetrottersa i Toronto Raptorsa. Nakon snimanja Prljavih poslova u Liverpoolu, postao je navijač nogometnog kluba Liveropool. Jackson uživa igrati golf, a govori se da je postao iznimno uspješan. Izjavio je da ako bi morao izabrati drugu karijeru, "igrao bi golf na PGA turnirima" te da je to jedino mjesto na kojem se može "odjenuti kao svodnik i savršeno se uklapati". Osim toga, rekao je kako u svojim filmskim ugovorima ima klauzulu koja mu dopušta da dva dana tjedno može igrati golf.
Otkrio je kako svaki svoj film gleda u kinima s publikom tvrdeći "Još u godinama kad sam nastupao u kazalištu, htio sam gledati predstave u kojima nastupam - dok sam bio u njima! Uživam se gledati kako radim."
Jackson je u stvarnom životu ćelav, ali u filmovima uživa nositi razne vlasulje. Ljubitelj je stripova i animea, a u glazbenom spotu Snakes on a Plane (Bring It) Cobra Starshipa može se vidjeti kako čita strip 100 Bullets.

## Filmografija
| Godina | Naslov                                           | Uloga                          | Bilješke                   |
| ------ | ------------------------------------------------ | ------------------------------ | -------------------------- |
| 1972.  | Together for Days                                | Stan                           |                            |
| 1981.  | Ragtime                                          | Član bande                     |                            |
| 1987.  | Eddie Murphy Raw                                 | Eddiejev stric                 | manja uloga                |
| 1988.  | Princ otkriva Ameriku                            | Hold-Up Man                    | manja uloga                |
| 1988.  | Školski dani                                     | Leeds                          | Suradnja sa Spikeom Leejem |
| 1989.  | Učini pravu stvar                                | DJ Mister Senor Love Daddy     | Suradnja sa Spikeom Leejem |
| 1989.  | More ljubavi                                     | Crnac                          | manja uloga                |
| 1990.  | Dobri momci                                      | Stacks Edwards                 |                            |
| 1990.  | Mo' Better Blues                                 | Madlock                        | Suradnja sa Spikeom Leejem |
| 1990.  | Def by Temptation                                | Garth                          |                            |
| 1991.  | Strictly Business                                | Monroe                         |                            |
| 1991.  | Prašumska groznica                               | Gator Purify                   | Suradnja sa Spikeom Leejem |
| 1992.  | Juice                                            | Trip                           |                            |
| 1992.  | Patriotske igre                                  | Potpukovnik Robby Jackson      |                            |
| 1992.  | Bijeli pijesak                                   | Greg Meeker                    |                            |
| 1993.  | Opasnost po društvo                              | Tat Lawson                     |                            |
| 1993.  | Prava romansa                                    | Big Don                        | cameo                      |
| 1993.  | Besmrtno oružje                                  | Narednik Wes Luger             |                            |
| 1993.  | Amos i Andrew                                    | Andrew Sterling                |                            |
| 1993.  | Jurski park                                      | John Raymond Arnold            |                            |
| 1994.  | Fresh                                            | Sam                            |                            |
| 1994.  | Pakleni šund                                     | Jules Winnfield                | Nominacija za Oscara       |
| 1995.  | Poljubac smrti                                   | Calvin Hart                    |                            |
| 1995.  | Umri muški 3                                     | Zeus Carver                    |                            |
| 1996.  | Velika bijela nada                               | Fred Sultan                    |                            |
| 1996.  | Vrijeme ubijanja                                 | Carl Lee Hailey                |                            |
| 1996.  | Dugi oproštaj                                    | Mitch Henessey                 |                            |
| 1996.  | Teška osmica                                     | Jimmy                          |                            |
| 1997.  | Ubojstvo 187                                     | Trevor Garfield                |                            |
| 1997.  | Eve's Bayou                                      | Louis Batiste                  | producent                  |
| 1997.  | Jackie Brown                                     | Ordell Robbie                  |                            |
| 1998.  | Sfera                                            | Dr. Harry Adams                |                            |
| 1998.  | Pregovarač                                       | Poručnik Danny Roman           |                            |
| 1998.  | Crvena violina                                   | Charles Morritz                |                            |
| 1999.  | Zvjezdani ratovi, Epizoda 1: Fantomska prijetnja | Mace Windu                     |                            |
| 1999.  | Duboko modro more                                | Russell Franklin               |                            |
| 2000.  | Ratna pravila                                    | Pukovnik Terry L. Childers     |                            |
| 2000.  | Shaft                                            | John Shaft                     |                            |
| 2000.  | Neslomljivi                                      | Elijah Price                   |                            |
| 2001.  | Valentinovo špiljskog čovjeka                    | Romulus Ledbetter              | izvršni producent          |
| 2002.  | Kobno prestrojavanje                             | Doyle Gipson                   |                            |
| 2002.  | Zvjezdani ratovi, Epizoda 2: Klonovi napadaju    | Mace Windu                     |                            |
| 2002.  | XXX                                              | Agent Augustus Gibbons         |                            |
| 2002.  | Prljavi poslovi                                  | Elmo McElroy                   | izvršni producent          |
| 2003.  | Ubojite namjere                                  | West                           |                            |
| 2003.  | Specijalci                                       | Narednik Dan 'Hondo' Harrelson |                            |
| 2003.  | Kuća izazova                                     | Jack Friar                     |                            |
| 2004.  | Zatamnjenje                                      | John Mills                     |                            |
| 2004.  | Kill Bill 2                                      | Rufus                          |                            |
| 2004.  | Izbavitelji                                      | Frozone                        | glas                       |
| 2004.  | U mojoj zemlji                                   | Langston Whitfield             |                            |
| 2005.  | Trener Carter                                    | Trener Ken Carter              |                            |
| 2005.  | XXX: Stanje pripravnosti                         | Agent Augustus Gibbons         |                            |
| 2005.  | Zvjezdani ratovi, Epizoda 3: Osveta Sitha        | Mace Windu                     |                            |
| 2005.  | Faca                                             | Derrick Vann                   |                            |
| 2006.  | Freedomland                                      | Lorenzo Council                |                            |
| 2006.  | Zmije u avionu                                   | Neville Flynn                  |                            |
| 2006.  | Zemlja junaka                                    | Will Marsh                     |                            |
| 2007.  | Farce of the Penguins                            | Pripovjedač                    | glas                       |
| 2007.  | Black Snake Moan                                 | Lazarus                        |                            |
| 2007.  | 1408                                             | G. Olin                        |                            |
| 2007.  | Resurrecting the Champ                           | Champ                          |                            |
| 2008.  | Jumper                                           | Agent Roland Cox               |                            |
| 2008.  | Iron Man                                         | Nick Fury                      | nepotpisani cameo          |
| 2008.  | Zvjezdani ratovi: Ratovi klonova                 | Mace Windu                     | glas                       |
| 2008.  | Lakeview Terrace                                 | Abel Turner                    |                            |
| 2008.  | Duh                                              | The Octopus                    |                            |
| 2009.  | Nemilosrdni gadovi                               | Pripovjedač                    | glas                       |
| 2009.  | Majka i dijete                                   | Paul                           |                            |
| 2009.  | Astro Boy                                        | Zog                            | glas                       |
| 2010.  | Quantum Quest: A Cassini Space Odyssey           | Fear                           | glas                       |
| 2010.  | Iron Man 2                                       | Nick Fury                      |                            |
| 2010.  | Murjaci s klupe                                  | P.K. Highsmith                 |                            |
| 2010.  | Unthinkable                                      | Henry Harold ‘H‘ Humphries     | video                      |
| 2011.  | Thor                                             | Nick Fury                      | nepotpisan                 |
| 2011.  | Kapetan Amerika: Prvi osvetnik                   | Nick Fury                      | manja uloga                |
| 2011.  | Arena                                            | Logan                          |                            |
| 2012.  | Osvetnici                                        | Nick Fury                      |                            |

## Vanjske poveznice
- Službena stranica
- Samuel L. Jackson u internetskoj bazi filmova IMDb-u (engl.)
- Biografija  Arhivirana inačica izvorne stranice od 4. prosinca 2002. (Wayback Machine)
- Interview with Samuel L. Jackson on Resurrecting the Champ
- Samuel L. Jackson Interview on The Hour with George Stroumboulopoulos